# Litauische Bischofskonferenz
Die Litauische Bischofskonferenz  (lit.: Lietuvos Vyskupų Konferencija) ist die offizielle Versammlung der katholischen Bischöfe in Litauen. Sie hat ihren Sitz in Vilnius. Die Bischofskonferenz ist Mitglied im Rat der europäischen Bischofskonferenzen (CCEE) und ist in der Kommission der Bischofskonferenzen der Europäischen Gemeinschaft (COMECE) vertreten.

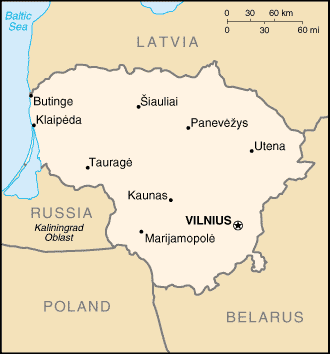
Litauen

## Aufgabenstellung und Grundlagen
Der Aufgabenschwerpunkt liegt in der gemeinsamen Diskussion zu pastoralen Fragen, zur Erarbeitung von Lösungsvorschlägen und zur Koordination der kirchlichen Aktivitäten. Mitglieder der Litauischen Bischofskonferenz sind alle Diözesanbischöfe, Bischöfe und Weihbischöfe und weitere betitelte (z. B. Titularbischof) Bischöfe der Republik Litauen.
Derzeit gehören ihr neun aktive Bischöfe und drei emeritierte Bischöfe an. Das höchste Gremium ist die Vollversammlung der litauischen Bischöfe, diese wählt den Präsidenten und dessen Vertreter für eine dreijährige Periode.

## Präsidium
- Präsident: Gintaras Linas Grušas, Erzbischof von Vilnius

## Gliederung
Die Bischofskonferenz arbeitet in folgender Struktur: Vollversammlung, Ständiger Rat, Sekretariat, Kommissionen, Ausschüsse und Komitees.

## Vollversammlung
Die jährliche Vollversammlung wählt das Präsidium und den Generalsekretär, sie benennt Kommissionen, Ausschüsse und Räte und beruft deren Vorsitzende und Mitglieder. Es entscheidet in Glaubensfragen und erörtert allgemeine Fragen zu Dekreten und bischöflichen Anordnungen. Sie ist befugt offizielle Erklärungen zu verkünden und ist ermächtigt Anweisungen zu unterzeichnen.

## Ständiger Rat
Der Ständige Rat besteht aus dem Präsidenten und seinem Stellvertreter und dem gewählten Mitglied Rimantas Norvila, Bischof von Vilkaviškis. Der Rat wird für drei Jahre gewählt und bereitet die Fragen und Projekte vor, die während der Vollversammlung behandelt und beschlossen werden sollen.

## Sekretariat
Das Amt des Generalsekretärs wird derzeit durch Monsignore Gintaras Grušas wahrgenommen; ihm zur Seite steht ein Stab an Mitarbeitern, der die Zusammenarbeit zwischen den einzelnen Gremien und Einrichtungen der Bischofskonferenz koordiniert. Das Sekretariat informiert alle Mitglieder der Vollversammlung über Beschlüsse und Veränderungen. Gleichzeitig ist das Sekretariat die Verbindungsstelle zu anderen ausländischen Bischofskonferenzen.

## Kommissionen
Es wurden folgende Kommissionen eingesetzt:
- Kommission für Ausbildung und Erziehung
- Kommission für soziale Angelegenheiten
- Kommission für Liturgie und Ordensgemeinschaften
- Massenmedien

## Ausschüsse
Die Bischofskonferenz kann Ausschüsse einsetzen und deren Leiter berufen, in der Regel soll dieser ein Bischof sein. Es können weitere Sachverständige und Laien benannt werden. Folgende Ausschüsse werden besetzt:
- Ausschuss für Ökumene
- Ausschuss für Familie
- Ausschuss für Angelegenheiten der Jugend
- Ausschuss für das Laienapostolat
- Ausschuss für Verbindungen zur Polnischen Bischofskonferenz
- Ausschuss für soziale Angelegenheiten